# Phát Diệm
	Phát Diệm		là một xã thuộc tỉnh Ninh Bình, Việt Nam. Trụ sở xã nằm cách phường Hoa Lư - trung tâm tỉnh lỵ Ninh Bình 25 km về phía Nam.		
Theo Nghị quyết số 1674/NQ-UBTVQH15 ngày 16/6/2025 về sắp xếp các đơn vị hành chính cấp xã của tỉnh Ninh Bình năm 2025, 	sắp xếp thị trấn Phát Diệm, xã Thượng Kiệm và xã Kim Chính thành xã mới có tên gọi là xã Phát Diệm.	
Xã Phát Diệm	có diện tích:	23,1	km², 	dân số:	37.617	người, mật độ dân số: 	1628	người/km². 	
Đây là đơn vị có diện tích xếp thứ:	92	, số dân xếp thứ: 	34	và mật độ dân số xếp thứ: 	22	trong số 129 xã, phường ở Ninh Bình.  
Xã này nằm trên Quốc lộ 10, quốc lộ 21B và cũng là nơi có sông Vạc, sông Đáy chảy qua.

## Địa lý
Xã Phát Diệm nằm ở trung tâm huyện Kim Sơn cũ, dọc theo quốc lộ 10, cách thành phố Hoa Lư 27 km về phía đông nam, có vị trí địa lý:
- Phía đông giáp xã Quang Thiện
- Phía tây giáp xã Lai Thành
- Phía nam giáp xã Định Hóa và Nghĩa Lâm
- Phía bắc giáp xã Khánh Nhạc và Yên Từ.

Thị trấn Phát Diệm trước đó có diện tích 7,52 km², dân số năm 2023 là 19.423 người, mật độ dân số đạt 2.582 người/km², nằm ở trung tâm đồng bằng ven biển Kim Sơn, tại vị trí ngã tư sông Vạc – sông Ân.

## Lịch sử
Năm 1821, vua Minh Mạng tuần du ra Bắc có ghé thăm núi Ngọc Mỹ Nhân và cho khắc dòng chữ trên vách núi ở phía Bắc, dịch là: 
Dựng một nhà nhỏ nghỉ chân, khi lên núi xem thấy chùa tháp của sơn thành, cột buồm bến sông, cảnh đẹp như vẽ, cúi xuống giặt chiếc áo bụi đời.
Trở về kinh đô, vua Minh Mạng quan tâm đến nông nghiệp, đề ra chính sách khẩn hoang gồm hai hình thức đồn điền và doanh điền. Doanh điền là di dân lập ấp mới. Nhà vua cử Nguyễn Công Trứ ra Ninh Bình làm doanh điền sứ, chiêu mộ dân nghèo đi khai hoang vùng ven biển.
Đến cuối năm 1829, Nguyễn Công Trứ cùng nhân dân khai phá được 14.620 mẫu đất và 1.268 người, miền đất đó đã ổn định, vua Minh Mạng cho lập thành một huyện mới tên là Kim Sơn (Kim Sơn hàm ý là rừng vàng, Tiền Hải là biển bạc). Thời ấy, Nguyễn Công Trứ cũng chọn một cụm dân cư đông đúc trong huyện đặt tên là Phát Diễm: Nơi phát sinh ra cái đẹp ("Diễm" và "Diệm" cùng âm, nghĩa là đẹp, ngày nay gọi là Phát Diệm).
Theo lý giải của Nguyễn Công Trứ, khi ông đã đi qua tỉnh lỵ Ninh Bình (nay là thành phố Hoa Lư), phát hiện thấy núi Cánh Diều trông giống hình một cô gái mình trần nằm ngửa nhìn trời mây bao la trông rất đẹp hướng ra Biển Đông thuộc đất huyện Kim Sơn, nên ông đặt tên trung tâm huyện lỵ là Phát Diệm, là nơi phát ra cái đẹp ở đó.
Ngày 25 tháng 12 năm 1948, thành lập xã Lưu Phương.
Thị trấn Phát Diệm được thành lập vào ngày 3 tháng 12 năm 1958 trên cơ sở tách một phần diện tích và dân số của các xã Lưu Phương, Thượng Kiệm và Kim Chính.
Ngày 10 tháng 12 năm 2024, Ủy ban Thường vụ Quốc hội ban hành Nghị quyết số 1318/NQ-UBTVQH15 về việc sắp xếp đơn vị hành chính cấp huyện, cấp xã của tỉnh Ninh Bình giai đoạn 2023 – 2025 (nghị quyết có hiệu lực từ ngày 1 tháng 1 năm 2025). Theo đó, sáp nhập toàn bộ 6,47 km² diện tích tự nhiên và quy mô dân số là 8.826 người của xã Lưu Phương vào thị trấn Phát Diệm.
Thị trấn Phát Diệm có 7,52 km² diện tích tự nhiên và quy mô dân số là 19.423 người.

## Kinh tế
Quốc lộ 10 và sông Vạc chia thị trấn Phát Diệm làm 4 phần cân xứng ở 4 phía của ngã tư sông Vạc và sông Ân tạo ra hệ thống giao thông thủy và bộ rất thuận lợi.
Chợ Nam Dân Phát Diệm là một trong 5 chợ lớn nhất ở Ninh Bình. Chợ Nam Dân là chợ lớn thứ 3 ở Ninh Bình (chỉ sau chợ Rồng ở thành phố Hoa Lư và chợ Đồng Giao ở thành phố Tam Điệp), điều đặc biệt ở đây là nơi hội tụ các sản phẩm buôn bán đặc trưng như chiếu cói, rượu Kim Sơn, gạo tám, nếp, dự,... Tại đây còn có cảng than, cảng cá Kim Sơn.
Năm 2008, tổng giá trị sản xuất thị trấn đạt 72,3 tỷ. Tốc độ tăng trưởng bình quân 16% so với năm 2007. Ngành thương mại - dịch vụ chiếm chủ đạo trong cơ cấu kinh tế của thị trấn với 94%, Công nghiệp, TTCN chiếm 5,1%, Nông nghiệp chiếm 0,9%.

## Văn hóa

### Rạp Kim Mâu
Rạp chiếu bóng Kim Mâu là công trình biểu tượng kết nghĩa giữa huyện Kim Sơn và thành phố Cà Mau. Rạp nằm ven sông Ân, quay mặt tiền ra quảng trường, sông Ân và quốc lộ 10. Rạp Kim Mâu có diện tích 1,65 ha với sức chứa 800 chỗ ngồi. Đây là nơi diễn ra các hoạt động văn hóa của huyện Kim Sơn.

### Nhà thờ Phát Diệm
Thị trấn Phát Diệm nổi tiếng với nhà thờ Phát Diệm - một công trình kiến trúc đá hiện đại hài hoà kết hợp giữa phương Đông và phương Tây, nơi được ví như kinh đô công giáo của Việt Nam.

### Cầu ngói Phát Diệm
Cầu ngói Phát Diệm là một công trình độc đáo, đã được in hình trên tem bưu chính Việt Nam. Cầu nằm bắc qua sông Ân ở trung tâm thị trấn Phát Diệm. Cầu ngói Phát Diệm có kiến trúc"thượng đình hạ kiều"tức phía trên là đình, phía dưới là cầu. So với 5 cây cầu ngói cổ hiện còn lại ở Việt Nam, cầu ngói Phát Diệm có chiều dài khá lớn, 36 m, chia thành 3 nhịp, mỗi nhịp có 4 gian. Ngoài cầu ngói Phát Diệm ở Kim Sơn còn 2 cầu ngói Lưu Quang và cầu ngói Hòa Bình đều bắc qua sông Ân.
Hai bên thân cầu ngói Phát Diệm có hai dãy lan can và cột đều bằng gỗ lim. Trên cầu là mái che cầu phong li tô, lợp ngói đỏ cổ truyền của vùng đồng bằng Bắc Bộ. Lối đi hai đầu cầu có các bậc tam cấp. So với Chùa Cầu Hội An và cầu ngói Thanh Toàn, cầu ngói Phát Diệm có dáng vẻ nhẹ nhàng và thanh thoát, thể hiện tài năng sáng tạo đặc biệt.
Đây được đánh giá là cây cầu hiếm và có giá trị nghệ thuật cao nhất trong các loại cầu cổ ở Việt Nam. Cầu vừa có chức năng giao thông, vừa là một mái đình cổ kính, hơn nữa lại là điểm dừng chân tránh mưa nắng, nơi đôi lứa hẹn hò.
Dân gian có câu"cầu Nam, chùa Bắc, đình Đoài"để ca ngợi vẻ đẹp kiến trúc những cây cầu cổ ở xứ Sơn Nam, trong đó có cầu Ngói Phát Diệm ở Kim Sơn, cầu Trà Là ở thành phố Ninh Bình và cầu Đông ở cố đô Hoa Lư. Cầu Ngói Phát Diệm đã được xếp hạng Di tích kiến trúc nghệ thuật năm 2018.

## Hình ảnh

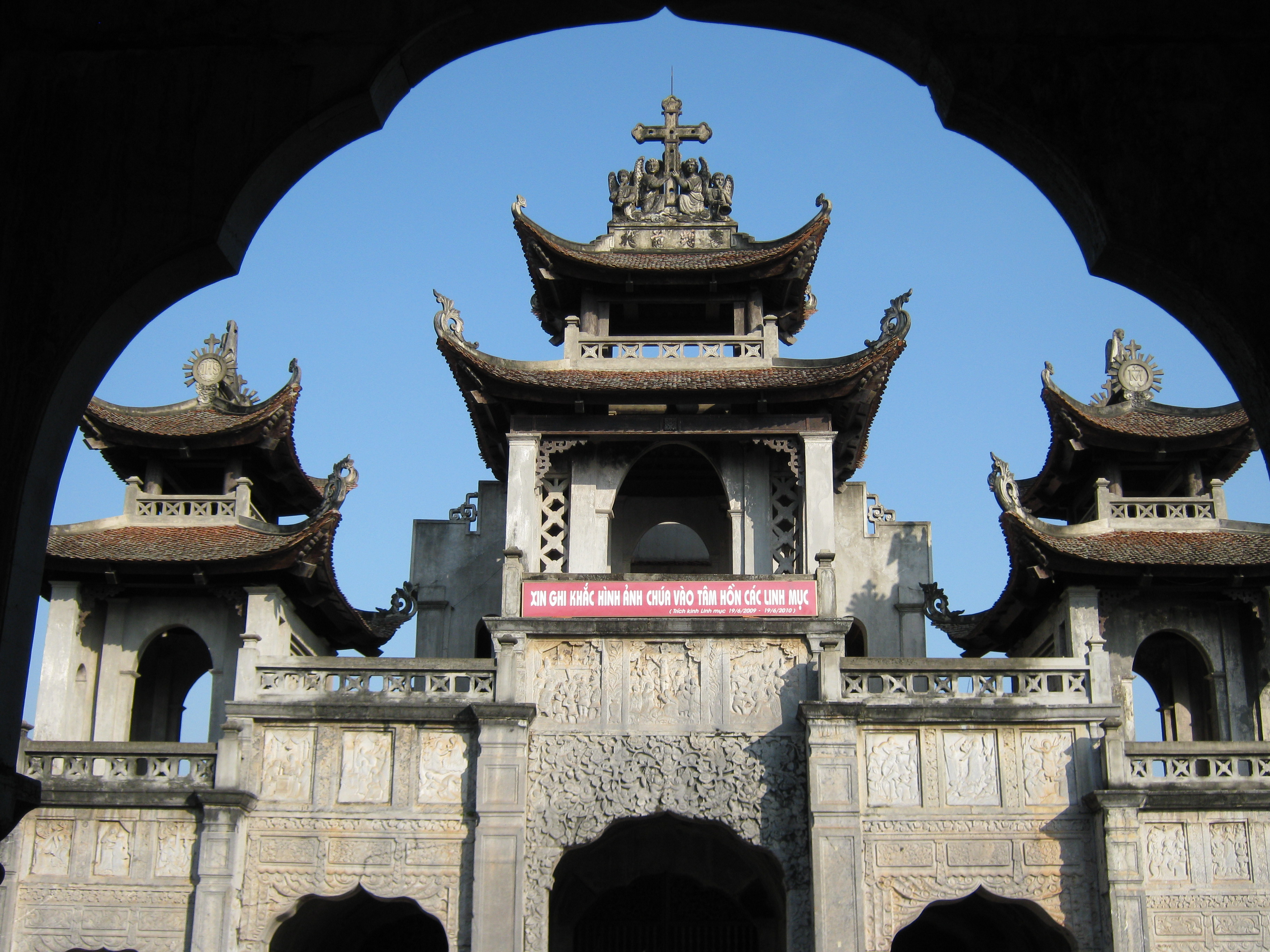
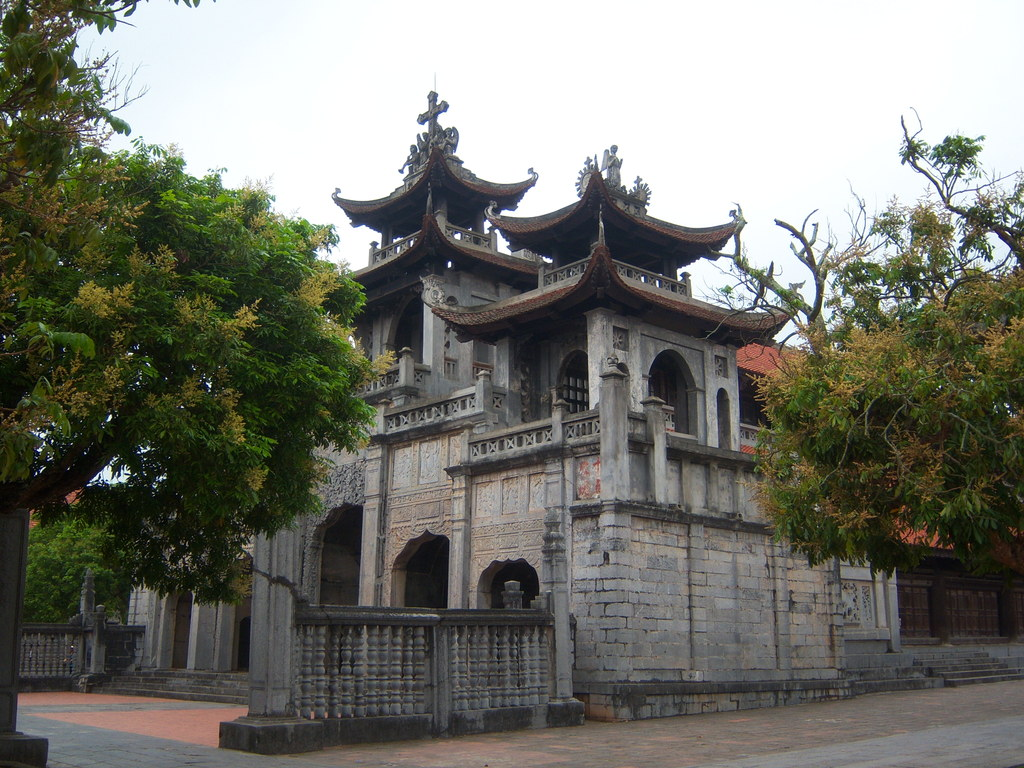
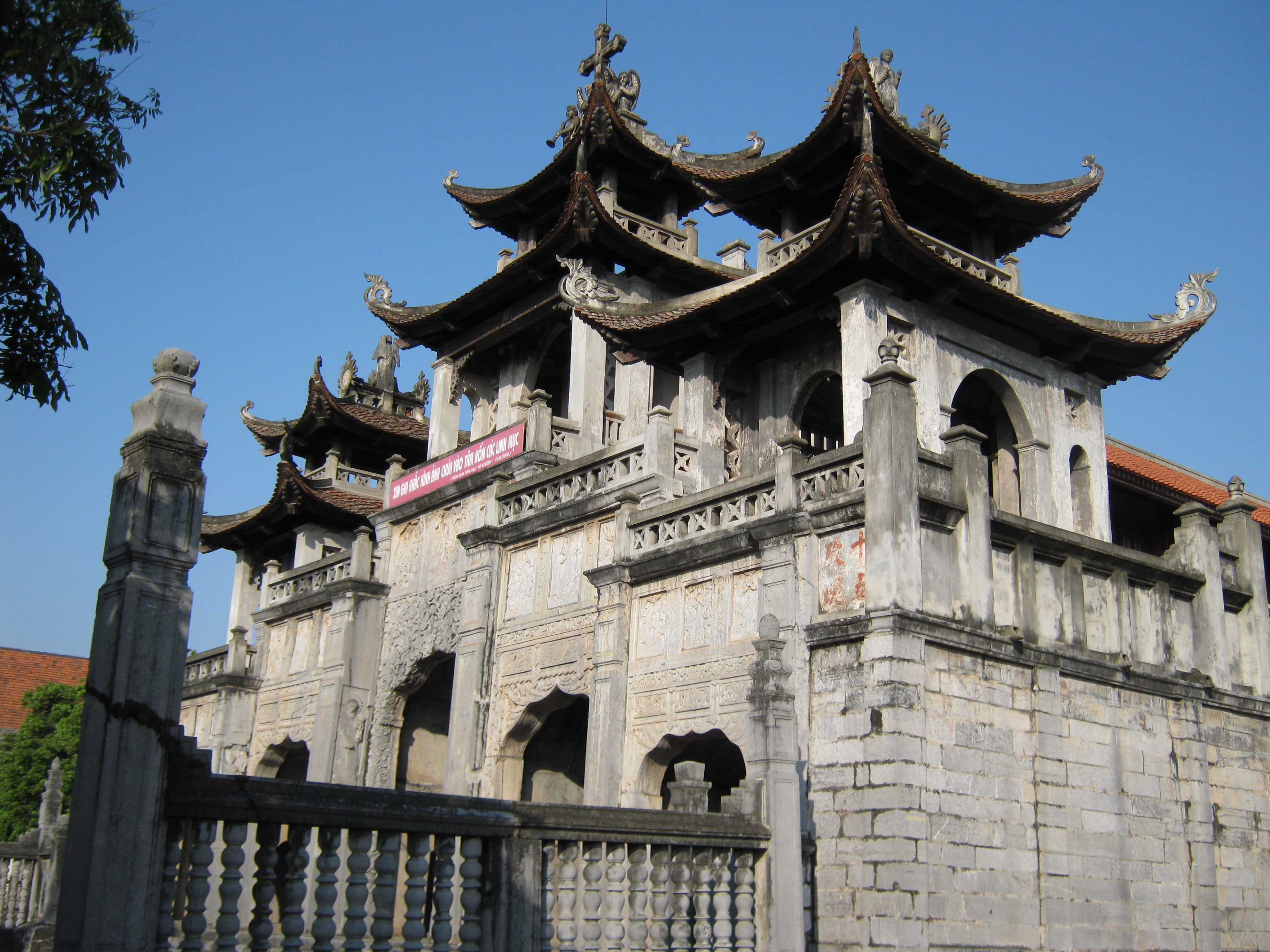
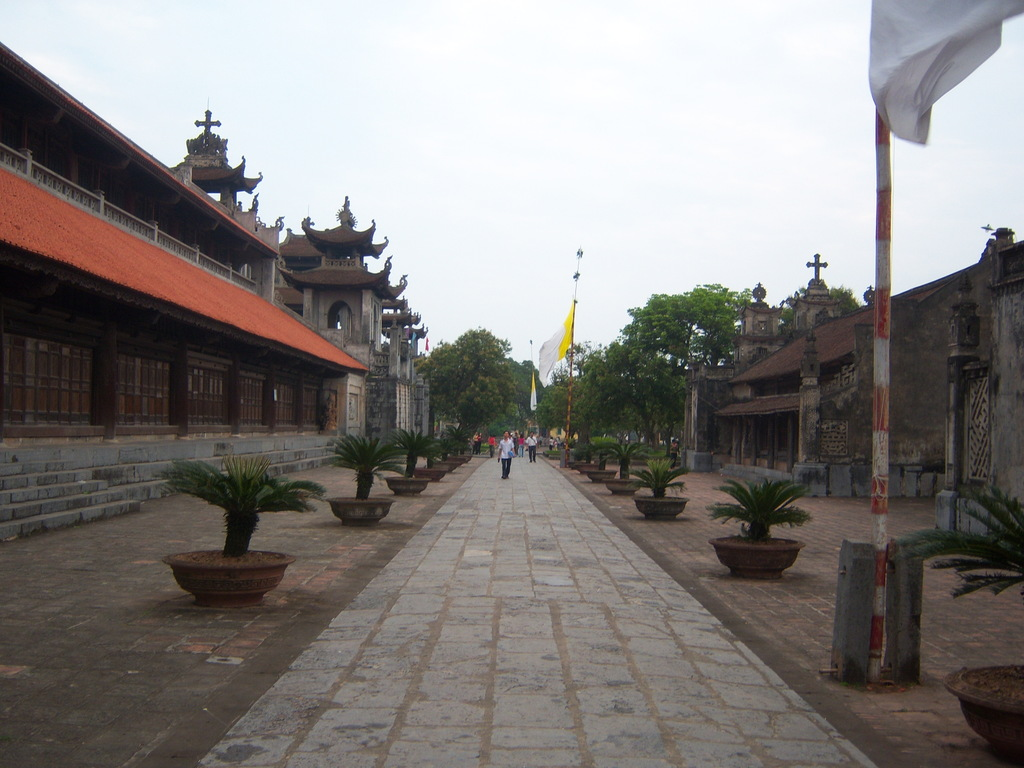
Hành lang
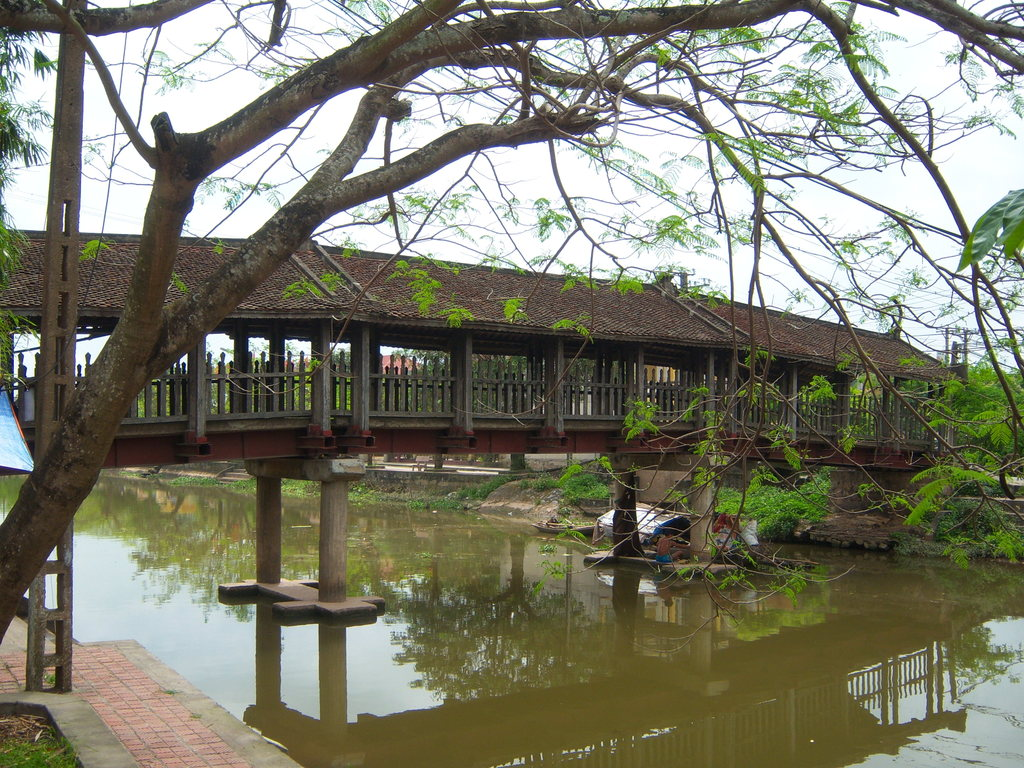
Cầu ngói
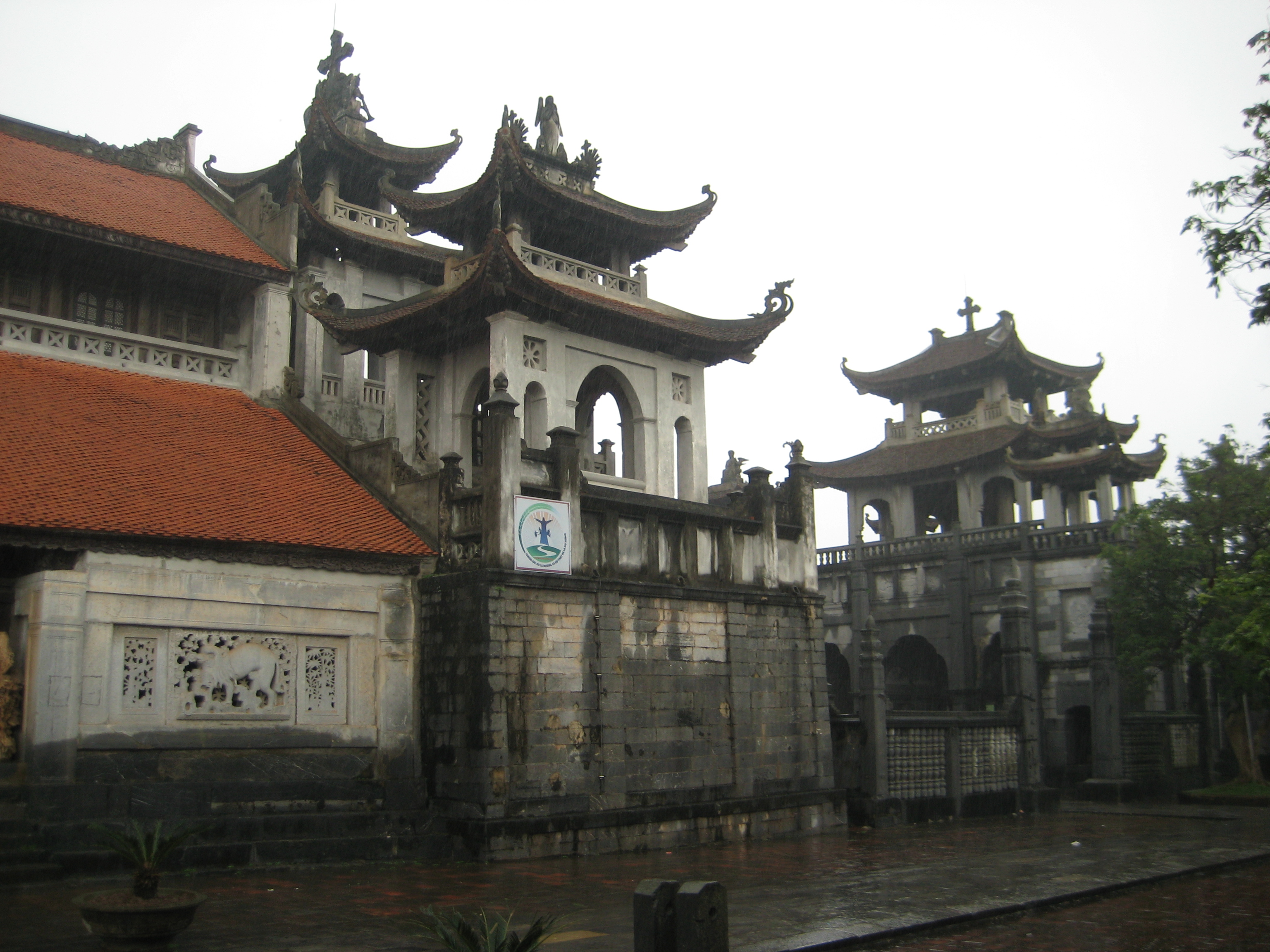
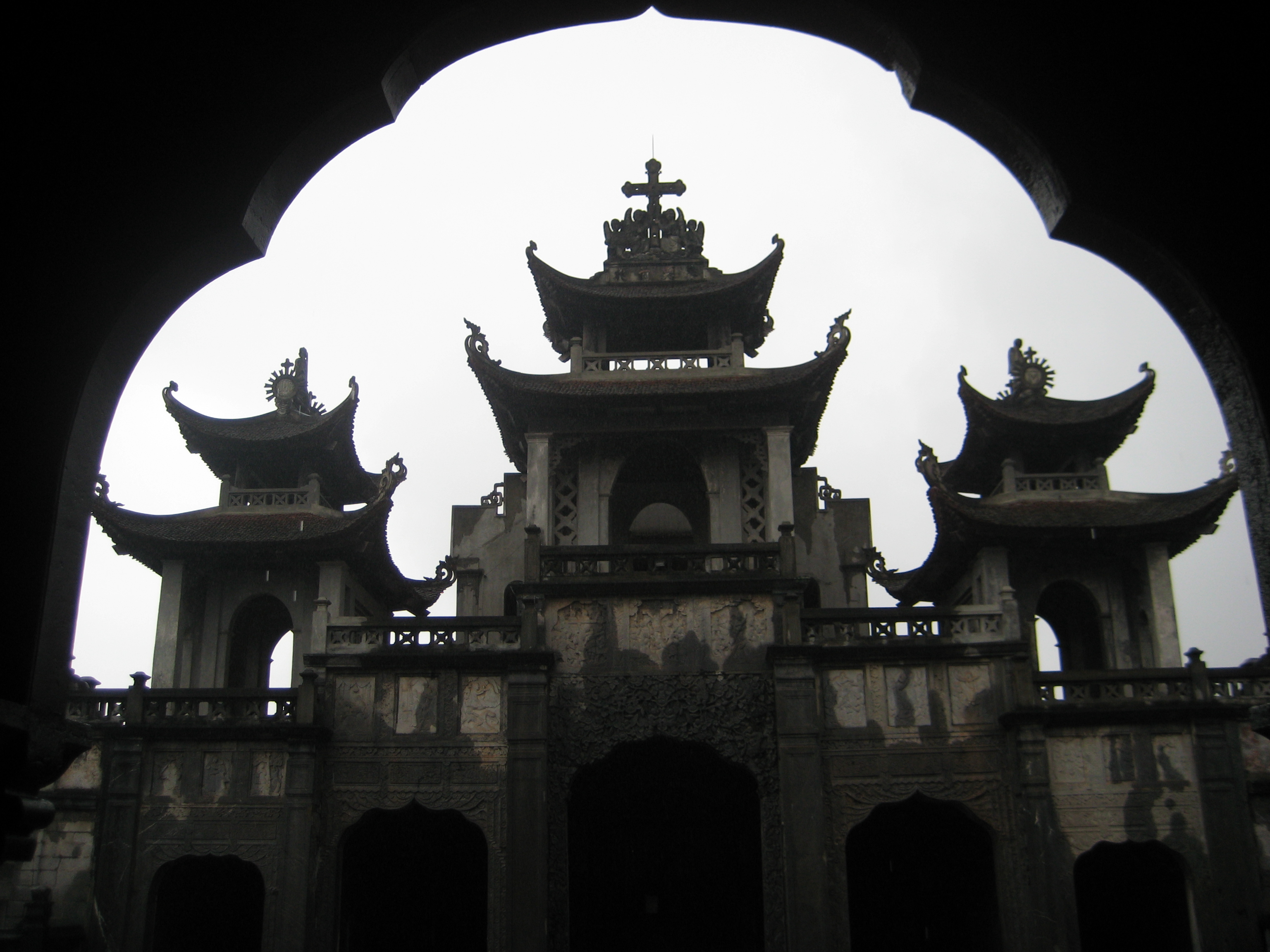
Nhà thờ chính toà
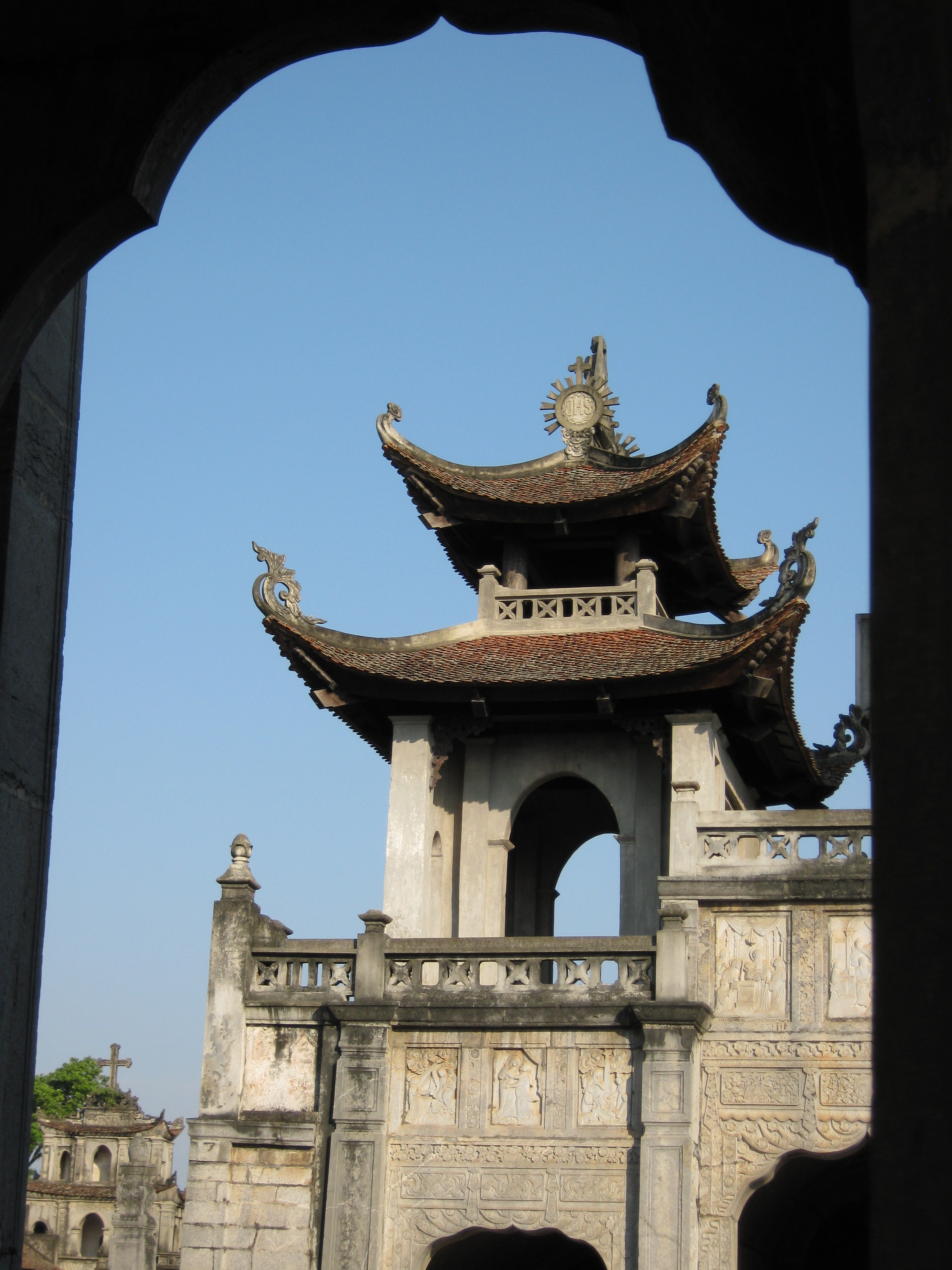
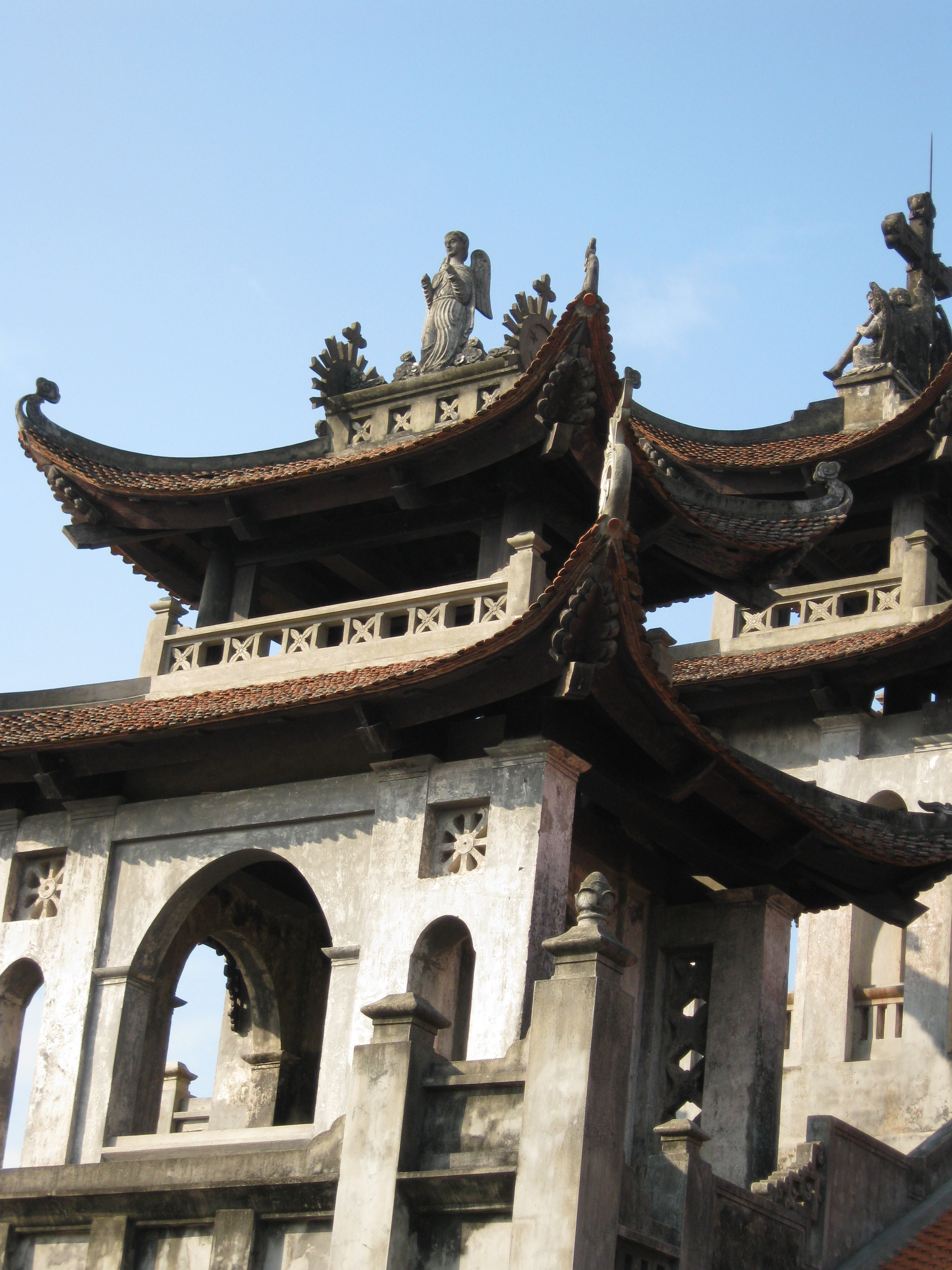
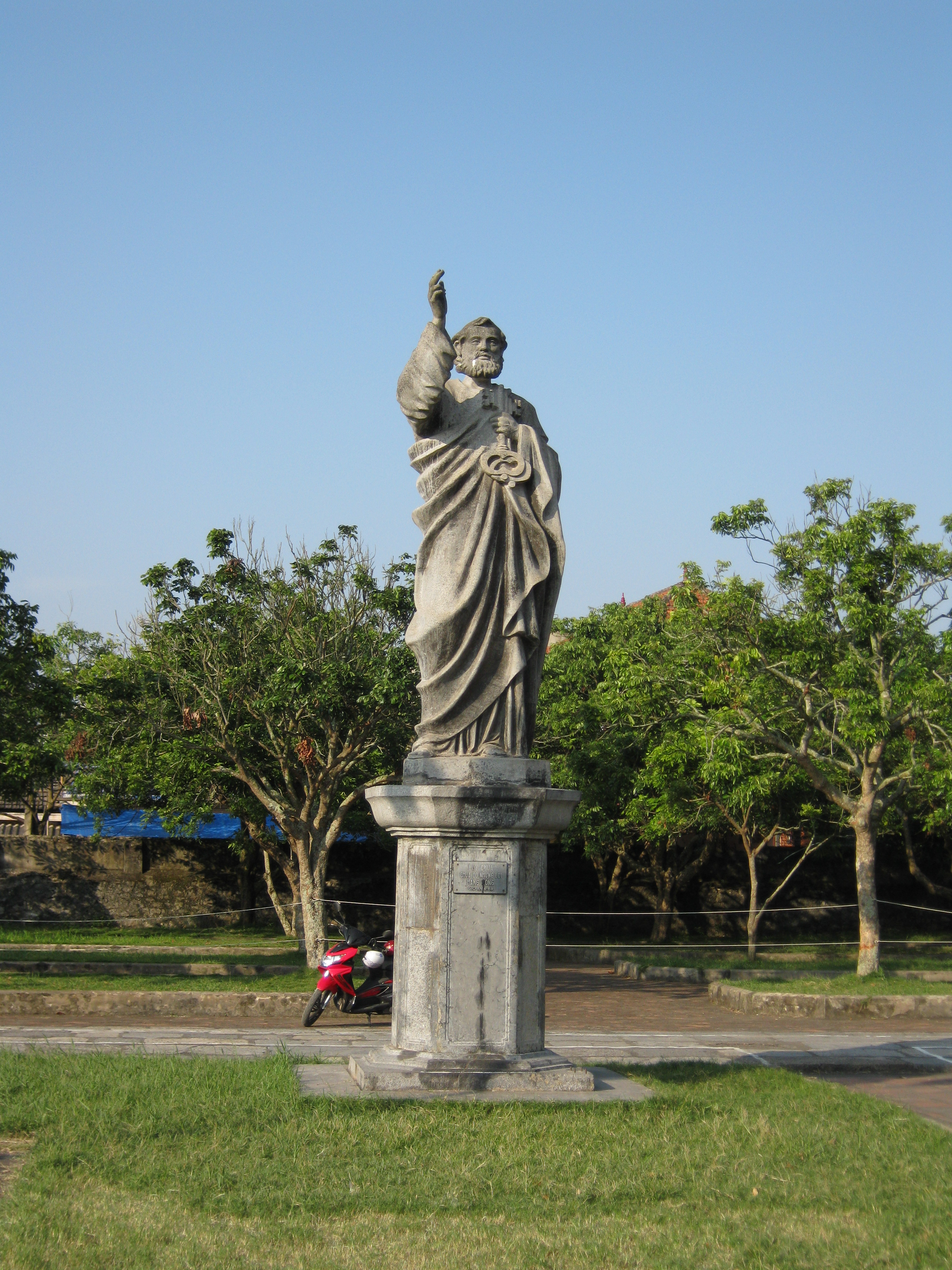
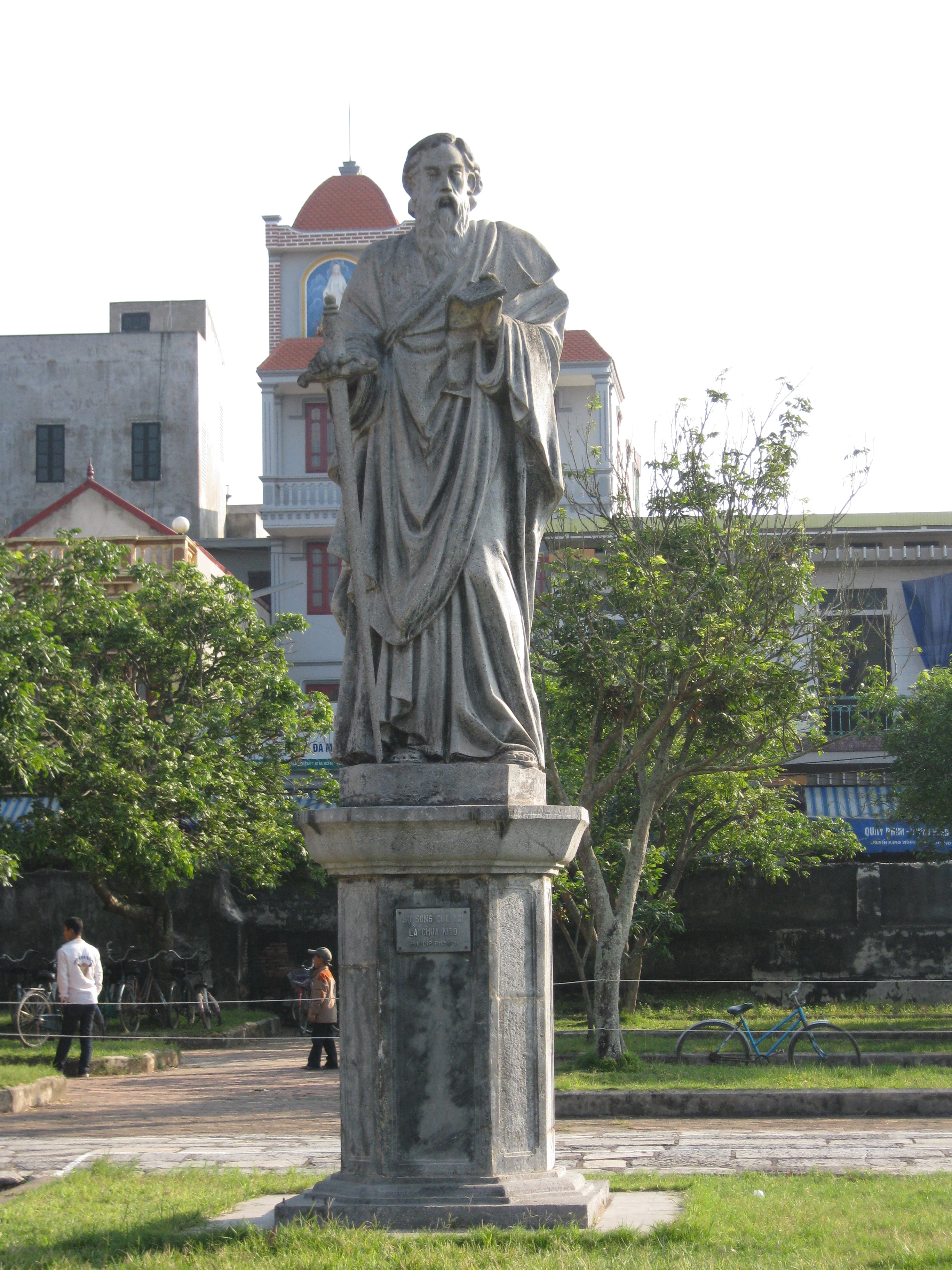
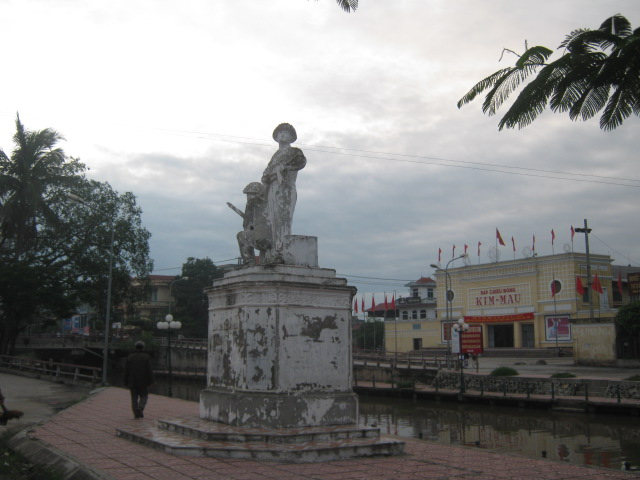
Đài chiến sĩ ở thị trấn Phát Diệm
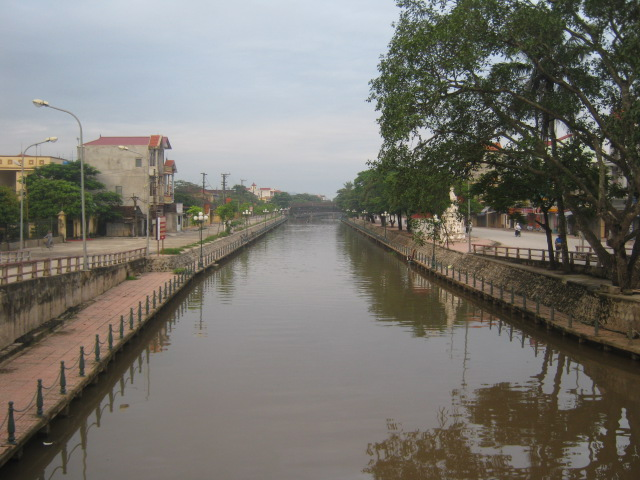
Sông Ân Giang, đoạn chảy qua thị trấn Phát Diệm